# نیهونیم
نیهونیوم (به انگلیسی: Nihonium) نام رسمی برای عنصری شیمیایی با نماد Nh و عدد اتم ۱۱۳ است که در واکنش‌های هسته‌ای بدست می‌آید. اولین بار از واپاشی اون‌اون‌پنتیوم به دست آمد. تاکنون فقط هشت اتم از این عنصر دیده شده‌است. این اتم برای اولین بار در سال ۲۰۰۳ میلادی در دوبنا، روسیه، توسط مؤسسه مشترک تحقیقات اتمی ساخته شد.
طبق محاسبات انجام شده، این اتم به اتم‌های هم ستون خود که شامل بور، آلومینیم، گالیم، ایندیم و تالیم می‌شود، شباهت‌های ساختاری دارد هرچند در عین حال نشان داده شده‌است که تفاوت‌های بزرگ و مختلفی با آن‌ها دارد.